# Terroso
Terroso é uma zona suburbana da União das Freguesias de Aver-o-Mar, Amorim e Terroso, no Município da Póvoa de Varzim, em Portugal. Foi sede da extinta Freguesia de Terroso que esteve em vigor entre 1836 e 2013 e tinha 6,72 km² de área (2012) e 2 528 habitantes (2011) e, por isso, uma densidade populacional de 376,2 hab./km². 
A Freguesia de Terroso foi extinta (agregada) em 2013, devido à reorganização administrativa do território das freguesias, tendo o seu território sido integrado na União das Freguesias de Aver-o-Mar, Amorim e Terroso.
Terroso é uma antiga paróquia, que aparece pela primeira vez no século XI. É reconhecida devido à Cividade de Terroso, importante povoamento urbano da cultura castreja.

## História da paróquia

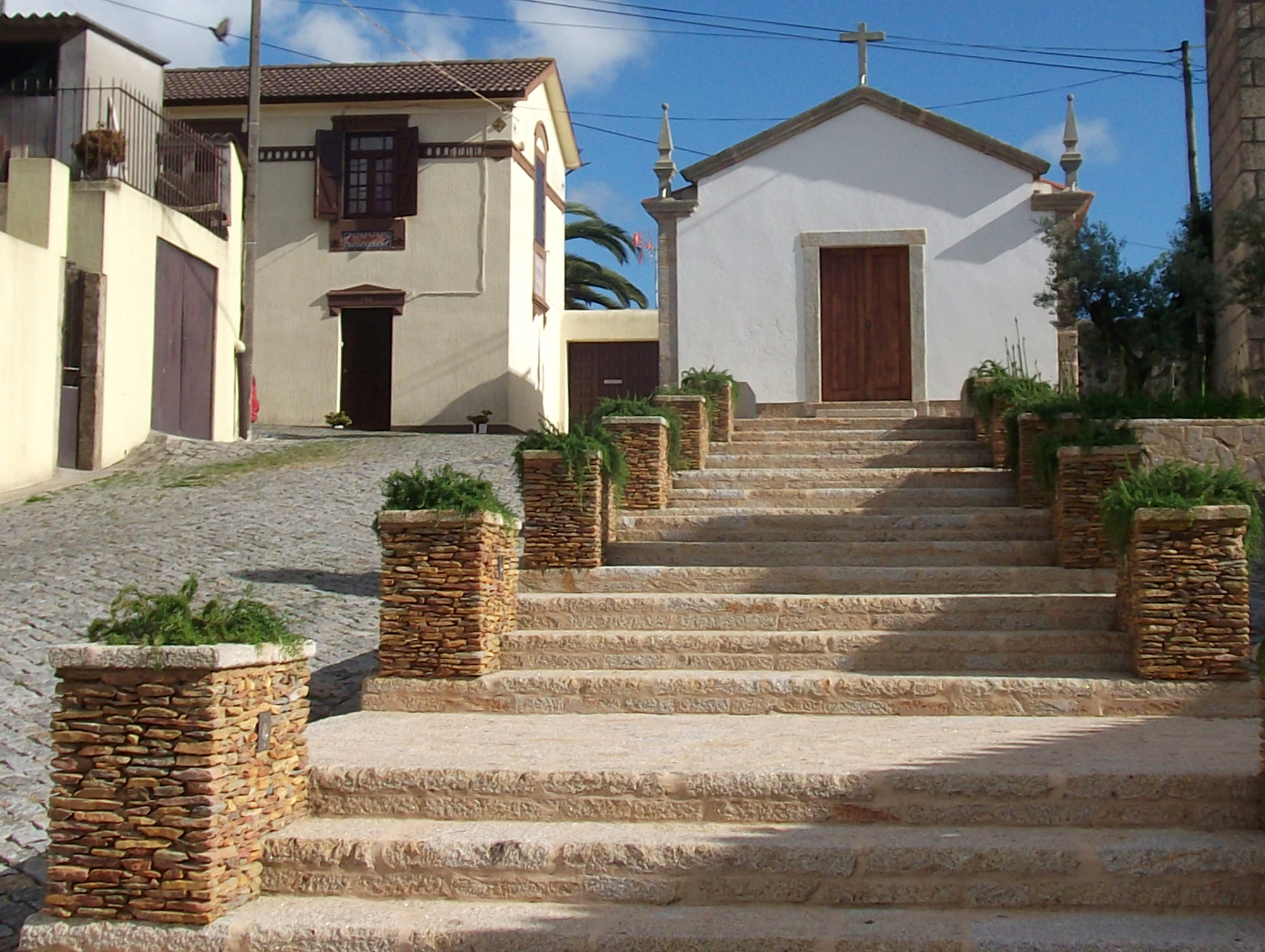
Capela do Divino Salvador de 1670 construída para servir de mausoléu de um abade.

A sua área foi habitada desde épocas pré-históricas, como o evidenciam os topónimos Leira da Anta (entre Terroso e Amorim) e Cortinha da Fonte da Mama ou o Castelo de Paranho, de origem medieval, mas de que apenas chegaram à actualidade escassas ruínas. Conserva-se inviolada a Mamoa de Sejães. Na acrópole do monte da freguesia, persiste ainda a Cividade de Terroso.
A igreja paroquial foi construída em 1718, e o seu espólio inclui uma imagem do século XVI de Nossa Senhora das Candeias, uma escultura da escola de Coimbra. A imagem apareceu na praia da Azurara e o povo de várias aldeias tentaram agarrar a imagem, o que terá sido conseguido pelo povo da paróquia de Terroso. A paróquia de Sancta Maria de Terroso é conhecida desde o século XI. Na Praça do Cruzeiro, principal entrada para a Cividade de Terroso, existe a Capela do Divino Salvador, construída em 1670 pelo abade Teotónio de Miranda como o seu mausoléu. Tem um retábulo pintado interessante com o tema do Milagre de Ourique.
Em 2013, no âmbito de uma reforma administrativa nacional, perde o estatuto de freguesia autónoma e é agregada às freguesias de Aver-o-Mar e de Amorim, passando a fazer parte da União das Freguesias de Aver-o-Mar, Amorim e Terroso.

## Geografia
Terroso situa-se a cerca de 5 km a nordeste da cidade da Póvoa de Varzim.
Povoação localizada em zona de transição, distinguem-se duas regiões em Terroso, o Monte da Cividade e a Planície Litoral, que por vezes, é ali denominada Planície de São Lourenço. Notam-se as zonas arborizadas, com flora autóctone no Monte da Cividade, e um grande cordão de bouças no Alto das Póvoas, que sofreu uma significativa desflorestação com os fogos florestais de 2006 com a pressão da actividade agrícola, tendo estas áreas desde aí substituídas por campos agrícolas e até mesmo estufas. Em 2007, a Câmara Municipal procedeu à reflorestação de 3300 m² no Lugar do Carregal com meio-milhar de pinheiros-mansos.
Os lugares de Terroso são Boavista, Carregal, Certainha, Ordem, Paranho, Passô, Pé do Monte, Póvoas, Santo António, São Lourenço, São Pedro, São Salvador, Sandim, Sejães e Vilar.

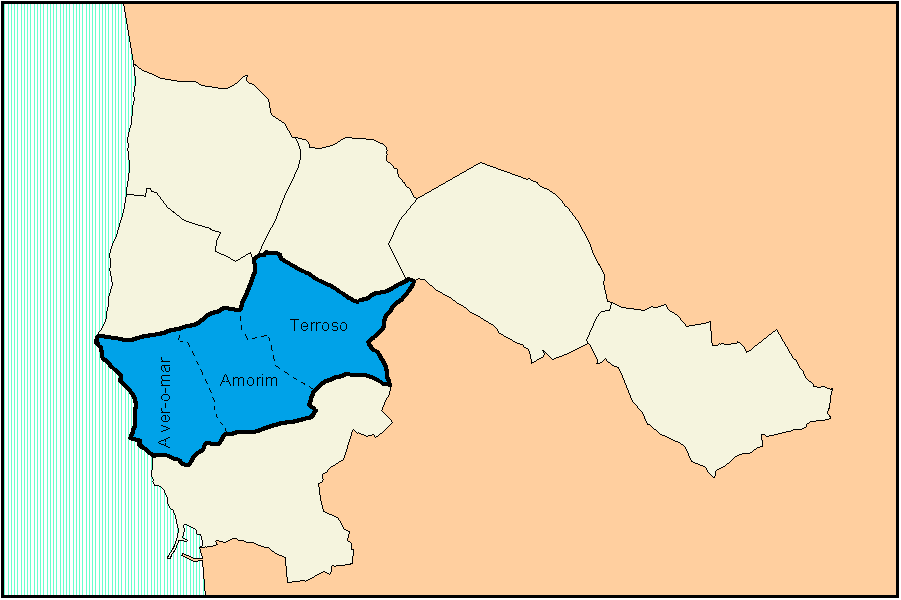
Freguesias do Município da Póvoa de Varzim. A azul a freguesia de Aver-o-Mar, Amorim e Terroso (a tracejado os limites das antigas freguesias).

## Lugares
| Lugar         | População (2001) |
| ------------- | ---------------- |
| Boavista      | 144              |
| Carregal      | 28               |
| Certainha     | 37               |
| Sandim        | 30               |
| Ordem         | 120              |
| Paranho       | 77               |
| Passô         | 429              |
| Pé do Monte   | 322              |
| Póvoas        | 213              |
| Santo António | 256              |
| São Lourenço  | 94               |
| São Pedro     | 59               |
| São Salvador  | 96               |
| Sejães        | 296              |
| Vilar         | 181              |

- Nº de habitantes (1864 a 2011)

A povoação de Terroso ainda de feição rural, tem crescente carácter periurbano. De um total de 2 472 habitantes no censo de 2001, quase metade destes, 1138 vivem em lugares em volta da Estrada Nacional 205, principal ligação rodoviária ao centro da cidade da Póvoa de Varzim, nos lugares de Passô, Póvoas, Vilar, Santo António e São Pedro. Apenas 354 habitantes viviam nos lugares da aldeia histórica na encosta do Monte da Cividade. A localidade de Passô é assim a principal povoação de Terroso, com 429 habitantes (2001), na zona poente da freguesia, junto à EN 205.

## Património
- Cividade de Terroso
- Mamoa de Sejães

## Personalidades ilustres
- Manuel Lopes da Cruz, Monsenhor, fundador da Rádio Renascença
- Manuel Vilar, Monsenhor